# Apeiron (Staud)
Apeiron is een compositie van de Oostenrijker Johannes Maria Staud. Het is in 2004-2005 gecomponeerd in opdracht van het Berliner Philharmoniker en Simon Rattle. Het werk is nou niet bepaald een compositie, die je zou verwachten bij dit over het algemeen behoudende orkest uit Berlijn. Rattle staat echter bekend dat hij jongere componisten wel een kans wil geven, zie bijvoorbeeld Thomas Ades.
De term Apeiron gaat terug naar de Griekse filosoof Anaximander; het staat voor onbegrensd. Dit begrip is meteen terug te vinden in de samenstelling van het orkest:
- 4 dwarsfluiten waaronder piccolo en altdwarsfluit
- 3 hobo's en Engelse hoorn
- 3 klarinetten, esklarinet, basklarinet
- 4 fagotten en contrafagot
- 6 hoorns
- 4 trompetten en sopraantrompet
- 4 trombones en bastrombone
- tuba
- pauken, rachets, woodblocks, almglocken, tamtams, tamboerijn, castagnetten, crotales, maraca, klokkenspel, drumstel, logdrums, bongos, triangel, gongs, bekkens, chinese cymbals, regenrohr, marimba, xylofoon, vibrafoon
- piano en celesta
- 2 harpen
- 16 1e violen, 14 2e violen, 12 altviolen, 10 celli en 8 contrabassen.

De enorme bezetting kan niet verhinderen dat de compositie een aanloop neemt in de romantische stijl. Er vindt een opbouw plaats die meer dan 5 minuten in beslag neemt. De muziek wordt steeds ondoorzichtiger, waar in het begin de stemmen duidelijk separaat te horen zijn. De klank wordt dichter en dichter, de muziek raakt verstrikt in clusters en komt in geluidsblokken naar de luisteraar toe. Na een hevige climax valt de muziek terug naar haar uitgangspunt, het wordt weer uiteengerafeld totdat we bij de helderheid terug zijn. Nu niet meer rustig opbouwend, maar muziek met allerlei tierelantijnen. De partituur, waarin talloze aanwijzingen staan, raakt zwarter en zwarter. De muziek aangewakkerd door de hevige percussie wordt onrustiger en gaat crescendo naar het eind. Na nog een kleine rustige passage, gaat de compositie over in een coda waarbij aan het slot het gehele orkest wordt opgeveegd door een enorme uitbarsting van tamtams en gongs. De daarop intredende stilte is net zo onbegrensd als de muziek zelf.
Het hele werk ademt een sfeer uit van een overspannen Gustav Mahler, die zijn 10e symfonie naar 20 minuten heeft teruggebracht. Critici wijzen op gelijkenissen met Igor Stravinsky uit de Le Sacre du printemps-tijd, Claude Debussy en Maurice Ravel.

## Premières
De première vond plaats in Berlijn op 15 juni 2005 door de opdrachtgevers. Het begeleidde
- Igor Stravinsky: Renard
- Sergej Prokofjev; 1e vioolconcert
- Apeiron
- Dmitri Sjostakovitsj: 1e symfonie

De Amerikaanse première vond plaats op 28 februari 2008 in Cleveland, Ohio, door het Cleveland Orchestra onder leiding van Franz Wesler-Möst. Het werd gespeeld in een programma, dat niet bepaald aansluit bij deze muziek;
- Apeiron
- Ludwig van Beethoven: 3e pianoconcert met solist Alfred Brendel
- Johannes Brahms: 4e symfonie.

De Oostenrijkse première volgde op 3 november 2008 door het Radiosymfonieorkest Wenen onder leiding van Bertrand de Billy.

## Discografie
Inmiddels is de compositie verkrijgbaar op cd. Noch het label van het orkest (Deutsche Grammophon), noch het platenlabel van Rattle (EMI) bracht het werk uit. Het verschijnt op het Kairos, een Oostenrijks label gespecialiseerd in klassieke muziek van de 20e eeuw.

## Tegenhanger
Dat Staud van afwisseling houdt blijkt uit het feit dat hij ook een compositie heeft geschreven met de tegenhanger van Apeiron. Het werk Peras (het begrensde) is een compositie voor pianosolo; het staat op dezelfde CD als Apeiron.
]